# کاروانا
کاروانا (انگلیسی: Carvana) شرکت تجارت الکترونیک آمریکایی است، که در سال ۲۰۱۳ توسط ارنست گارسیا تأسیس شد.